# Laurel (Batangas)
Laurel è una municipalità di quarta classe delle Filippine, situata nella Provincia di Batangas, nella Regione del Calabarzon.
Laurel è formata da 21 baranggay:
- As-Is
- Balakilong
- Barangay 1 (Pob.)
- Barangay 2 (Pob.)
- Barangay 3 (Pob.)
- Barangay 4 (Pob.)
- Barangay 5 (Pob.)
- Berinayan
- Bugaan East
- Bugaan West
- Buso-buso
- Dayap Itaas
- Gulod
- J. Leviste
- Molinete
- Niyugan
- Paliparan
- San Gabriel
- San Gregorio
- Santa Maria
- Ticub